# Fiskåbygd
 (août 2017).
Si vous disposez d'ouvrages ou d'articles de référence ou si vous connaissez des sites web de qualité traitant du thème abordé ici, merci de compléter l'article en donnant les références utiles à sa vérifiabilité et en les liant à la section « Notes et références ».
Fiskåbygd est un village côtier qui est aussi le centre administratif de la kommune de Vanylven dans le comté de Møre og Romsdal, en Norvège.

## Description
Le village est situé à 10 km au sud-ouest de Ålesund, à 12 km à l'est de Myklebust, et 30 km au sud-ouest de Rovdane.
Le village se trouve sur les rives du Vanylvsfjord, à l'est de la péninsule de Stad. Avec une superficie de 0,55 km2, le village compte 348 habitants en 2013.